# 拉瓜尔迪亚
拉瓜尔迪亚（西班牙語：Laguardia）是西班牙巴斯克自治区阿拉瓦省的一个市镇。总面积81km²，总人口1401人（2001年），人口密度17人/km²。